# Dilemma (bài hát của Apink)
"Dilemma" là bài hát được thu âm bởi nhóm nhạc nữ Hàn Quốc Apink cho album phòng thu thứ ba Horn. Ca khúc được IST Entertainment phát hành với vai trò là đĩa đơn dẫn đường cho album vào ngày 14 tháng 2 năm 2022. "Dilemma" được viết và sáng tác bởi B.E.P với Jeon Goon, và được dàn dựng bởi Rado.

## Bối cảnh và phát hành
Vào ngày 22 tháng 12 năm 2021, IST Entertainment thông báo Apink sẽ phát hành một album mới vào tháng 2 năm 2022. Vào ngày 22 tháng 1, có thông báo rằng Apink sẽ phát hành Horn vào ngày 14 tháng 2. Bốn ngày sau, danh sách bài hát được phát hành với "Dilemma" được công bố là đĩa đơn chính. Vào ngày 7 tháng 2, đoạn video teaser nổi bật của medley đã được phát hành. Video âm nhạc được phát hành vào ngày 11 và 13 tháng 2.

## Thành phần
"Dilemma" được viết và sáng tác bởi B.E.P với Jeon Goon, và được dàn dựng bởi Rado. Bài hát được mô tả là một bài hát dance với "một đoạn hook gây nghiện và âm trầm tuyệt đẹp khiến bạn không ngừng văng vẳng trong tai". "Dilemma" được sáng tác ở phím thứ F, với nhịp độ 130 nhịp mỗi phút.

## Hiệu suất thương mại
"Dilemma" ra mắt ở vị trí 55 trên Gaon Digital Chart của Hàn Quốc trong số phát hành ngày 13–19 tháng 2 năm 2022 trên các bảng xếp hạng thành phần của nó, bài hát ra mắt ở vị trí thứ 4 trên Gaon Download Chart, vị trí 94 trên Gaon Streaming Chart, và vị trí 34 trên Gaon BGM Chart. Trên Billboard K-pop Hot 100, bài hát ra mắt ở vị trí 61 trong bảng xếp hạng số ra ngày 26 tháng 2 năm 2022, lên vị trí 60 trong tuần tiếp theo. Tại Hoa Kỳ, bài hát ra mắt ở vị trí 14 trên Billboard World Digital Song Sales trong số phát hành biểu đồ ngày 26 tháng 2 năm 2022.

## Khuyến mãi
Sau khi phát hành album, Apink đã tổ chức một buổi giới thiệu trực tiếp trên YouTube để giới thiệu album và giao lưu với người hâm mộ của họ. Nhóm sau đó đã biểu diễn "Dilemma" trên hai chương trình âm nhạc vào tuần đầu tiên: M Countdown của Mnet vào ngày 17 tháng 2, và Inkigayo của SBS vào ngày 20 tháng 2, Vào tuần thứ hai, nhóm biểu diễn trên ba chương trình âm nhạc: The Show của SBS MTV vào ngày 22 tháng 2, nơi họ giành được vị trí đầu tiên, M Countdown của Mnet vào ngày 24 tháng 2, và Music Bank của KBS vào ngày 25 tháng 2.

## Biểu đồ
| Biểu đồ (2022)                                  | Vị trí cao nhất |
| ----------------------------------------------- | --------------- |
| Hàn Quốc (Gaon)                                 | 55              |
| Hàn Quốc (K-pop Hot 100)                        | 60              |
| World Digital Song Sales của Hoa Kỳ (Billboard) | 14              |

## Giải thưởng
| Tên      | Nền tảng | Ngày                | Tham khảo |
| -------- | -------- | ------------------- | --------- |
| The Show | SBS MTV  | 22 tháng 2 năm 2022 | [ 21 ]    |

## Lịch sử phát hành
| Quốc gia            | Ngày                | Định dạng                             | Nhãn      |
| ------------------- | ------------------- | ------------------------------------- | --------- |
| Nhiều quốc gia khác | 14 tháng 2 năm 2022 | Tải xuống kỹ thuật số phát trực tuyến | IST Kakao |